# NGC 6854
NGC 6854 est une vaste galaxie lenticulaire située dans la constellation du Télescope. Sa vitesse par rapport au fond diffus cosmologique est de 5 607 ± 27 km/s, ce qui correspond à une distance de Hubble de 82,7 ± 5,8 Mpc (∼270 millions d'al). NGC 6854 a été découverte par l'astronome britannique John Herschel en 1834.
À ce jour, trois mesures non basées sur le décalage vers le rouge (redshift) donnent une distance de 41,933 ± 24,256 Mpc (∼137 millions d'al), ce qui est incohérent et loin à l'extérieur des valeurs de la distance de Hubble. Notons que c'est avec la valeur moyenne des mesures indépendantes, lorsqu'elles existent, que la base de données NASA/IPAC calcule le diamètre d'une galaxie.

## NGC 6854, une paire de galaxies?
Selon le professeur Seligman, NGC 6854 est une paire de galaxies formée de PGC 64080 (au nord) et de PGC 64081. La base de données astronomique NASA/IPAC renvoie les mêmes données pour les deux requêtes et elle considère donc qu'il n'y a qu'une galaxie. Simbad considère aussi que la galaxie située au sud est PGC 64081 et que PGC 64080 situé au nord est une autre galaxie. La galaxie PGC 64080 ne figure pas sur HyperLeda et pour ajouter à la complexité de la situation, Wolfgang Steinicke considère que PGC 64080 est NGC 6854.
Notons que l'image obtenue des données du relevé Digitized Sky Survey montre assez nettement la présence de deux galaxies. Impossible de dire s'il s'agit d'un paire réelle de galaxie ou bien d'un alignement fortuit ne connaissant pas la distance de la deuxième galaxie, mais base de données astronomique NASA/IPAC indique que NGC 6854 est le parent d'une galaxie compagne.